# 7440 Závist
7440 Závist è un asteroide della fascia principale. Scoperto nel 1995, presenta un'orbita caratterizzata da un semiasse maggiore pari a 2,5866976 UA e da un'eccentricità di 0,1668314, inclinata di 10,96225° rispetto all'eclittica.